# Opellii
La gens Opellia, également orthographiée Opelia et Opilia, était une famille mineure de la Rome impériale, qui sortit brièvement de l'obscurité lorsque Marcus Opellius Macrinus fut proclamé empereur après le meurtre de Caracalla en 217 après JC. Les seuls membres de cette gens qui apparaissent dans l'histoire sont l'empereur et son fils, Marcus Opellius Diadumenianus, qui régna brièvement comme co-empereur en 218, mais d'autres Opellii sont trouvés dans des inscriptions, notamment de Dacie.

## Origine
Le nomen Opellius semble appartenir à une classe de gentilicia formée à partir de cognomen utilisant le suffixe diminutif -illius ou -ellius . Il pourrait donc être apparenté à des noma similaires, tels qu'Obellius ou Ofilius. La plupart des Opellii cités dans les inscriptions ne peuvent pas être datés avec précision, mais il pourrait être significatif que certains d'entre eux soient originaires de Préneste, une ancienne cité latine, et peut-être l'origine de la gens,.

## Membres

### Opellii deMaurétanie césarienne
- Marcus Opellius Macrinus, (164/6 - 8/6/218), Préfet du prétoire de 212 à 217, Augustus en 217;
  - Marcus Opellius Diadumenianus, (14/9/208 - 6/218), Caesar en 217, Augustus en mai 218;

### Autres
- Opilia, épouse de Visalus Prima, décédé à Turgalium en Lusitania[b 3].
- Opilia C. f., nommée dans une inscription de Praeneste en Latium[b 1]
- Gaius Opilius, nommé sur une inscription de Rome, daté de l'an 147[b 4].
- Marcus Opilius, nommé sur une inscription de Noviomagus Lexoviorum en Gallia Lugdunensis[b 5].
- Publius Opelius, nommé sur une inscription de Rome[b 6].
- Marcus Opellius Adiutor, duumvir de la colonie de Brucla en Dacia[b 7].
- Marcus Opellius M. f. Adiutor, duumvir d'Ulpia Trajana, la capitale de la Dacia.
- Opelia Calityche, décédée à Ampelium en Dacia, à l'âge de 68 ans[b 8].
- Marcus Opilius Crispinus, décédé à Ampelium, agé de 4 ans, 5 mois, et 13 jours[b 9].
- Opilius Dexter, un soldat stationné à Ostia en l'an 168[b 10].
- Opilia Faustilla, décédé à Rome, âgée de 65 ans[b 11].
- Marcus Opellius Felicissimus, décédé à Ostia[b 12].
- Marcus Opilius Firminus, décédé à Ampelium.[b 9]
- Opilius Junius Aratus, décédé à Ammaedara in Africa Proconsularis, âgé de 50 ans[b 13].
- Marcus Opellius Maximus, un décurion d'Aquae en Dacia[b 14].
- Opellia M. f. Secunda, décédé à Verona dans la région de Venetia et Histria.
- Marcus Opellius Secundus, nommé dans une inscription votive d'Alba Julia en Dacia[b 15].
- Opellia Victorina, décédée à Ampelum en Dacia, à l'age de  10 ans et 3 mois.[b 9]
- Opilia Villu, nommé dans une inscription de Praeneste.[b 2]
- Gaius Opellius Zmaragdus, nommé dans une inscription de Seleucia Pieria en Syria[b 16].

## Voir également
- Liste des gens romaines